# King's Cross Station
King's Cross Station, også kendt som London King's Cross, er en endestation i det centrale London, åbnet i 1852. Stationen er ved den nordlige grænse til det centrale London, ved krydset mellem Euston Road og York Way i Kings Cross-distriktet i bydelen Camden på grænsen til Islington.
King's Cross er den sydlige endestation på East Coast Main Line, en af Storbritanniens allervigtigste jernbaner. Nogle af dens vigtigste langdistance-destinationer er York, Leeds, Hull, Darlington, Durham, Newcastle, Edinburgh, Dundee og Aberdeen. Den er også udgangspunkt for tog til fjerne forstæder i Bedfordshire, Hertfordshire og Cambridgeshire, ligesom der er regionaltog til Peterborough, Cambridge og Kings Lynn.
Umiddelbart tilstødende mod vest er St Pancras Station, der er Londons endestation for de internationale Eurostar-tog, højhastighedstog til Kent via High Speed 1, og East Midlands Trains, så vel som en stor skiftestation for First Capital Connect-forbindelser. De to stationer bestyres fuldstændig separat, men fra passagerernes synspunkt kan de ses som et enkelt kompleks med skiftemuligheder. De deler King's Cross St. Pancras Station på London Underground-netværket, hvor seks Underground-baner mødes. Sammen udgør de to fjerntogsstationer og den tilhørende Underground-station en af Storbritanniens største transporthubs.

## Historie
King's Cross blev oprindeligt designet og bygget som London-hub for Great Northern Railway og endestation for East Coast Main Line. Den fik sit navn fra Kings Cross-området i London, der er opkaldt efter et monument til Kong Georg 4., der var revet ned i 1845.
De første planer om stationen kom i december 1848 af George Turnbull, der var ingeniør på anlægget af de første 32 km af Great Northern Railway ud af London. Det detaljerede design blev tegnet af Lewis Cubitt, og anlægget var i 1851-1852 på stedet, der tidligere husede et feber- og kopperhospital. Den primære del af stationen, der i dag indeholder spor 1 til 8, blev åbnet den 14. oktober 1852. Den erstattede en midlertidig endestation ved Maiden Lane, der var åbnet den 7. august 1850.
Sporene er blevet omstruktureret gentagne gange. Oprindeligt var der kun et ankomst- og et afgangsspor (hhv. de nuværende spor 1 og 8) med sidespor i det mellemliggende rum. I de senere år blev der, som forstadstrafikken voksede, tilføjet plads til yderligere perronspor med betydeligt mindre pragt. Den sekundære bygning, der nu huser spor 9–11 (og det fiktive spor 93⁄4), er tilbageværende fra den tid.
I 2010 åbnede et nyt perronspor, spor 0. Det ligger øst for spor 1, og har skabt kapacitet for Network Rail til at begynde en renovering af spor 1-8 i etaper, der vil inkludere nye elevatorer til en ny gangbro mellem sporene. I 2013 vil hele stationen være blevet ombygget og transformeret.
Da jernbanerne blev privatiseret i 1996, blev lyntogene til stationen overtaget af GNER. Selvom de genvandt udbuddet i 2005, blev de bedt om at stoppe i december 2006. National Express East Coast overtog franchiset den 9. december 2007 efter en mellemliggende periode, hvor GNER kørte togene. I juli 2009 blev det offentliggjort at National Express ikke længere ville finansiere East Coast-datterselskabet, så i november 2009 blev franchisen ført tilbage til offentligt ejerskab, ved operatørselskabet East Coast.
Jævnfør nylige urbane folklorer er King's Cross bygget på stedet for Boudiccas sidste slag, eller så er hendes lig blevet begravet under et af sporene. Spor 8, 9 og 10 er blevet udpeget som mulige steder. Der er også gange under stationen, hvor Boudiccas spøgelse eftersigende går igen.
På den tilstødende King's Cross St. Pancras Station var der i 1987 en stor brand, hvor 31 personer døde. Denne station gennemgår i øjeblikket en større renovering (delvist præget af betænkningen udstedt efter branden). Fase 1 blev fuldført i 2006, og fase 2 forventes afsluttet i 2011.
I 1972 blev en et-etages udvidelse bygget foran stationen. Selvom udvidelsen skulle være midlertidig, står den stadig næsten 40 år efter. Mange betegner udvidelsen som utiltrækkende, ikke mindst da den dækker den fredede facade på den oprindelige station. Før udvidelsen blev bygget var facaden allerede blevet skjult bag en lille række butikker. Udvidelsen forventes nedrevet, når den nye billethal og forhalsområde er færdiggjort på stationens vestlige side.
Den 10. september 1973 eksploderede en bombe fra Provisional IRA i billethallen kl. 12:24, hvilket medførte omfattende ødelæggelser og beskadigede seks personer, nogle alvorligt. Den 1,5 kg tunge genstand blev kastet ind i stationen uden advarsel af en ung person, der forsvandt ind i folkemængden og blev ikke fanget.

### King's Cross York Road
Indtil 1976 var gennemkørsel muligt på en del af King's Cross. Stik øst for grunden var Kings Cross York Road, hvor forstadstog mod syd fra Finsbury Park standsede her, og efterfølgende kørende under jorden gennem York Road-kurven for at tilslutte sig City Widened Lines til Farringdon, Barbican og Moorgate Stationer. I den anden retning kørte tog fra Moorgate fra Widened Lines via Hotel-kurven, og spor 16 (senere omnummereret til spor 14) hævede sig til fjernbaneniveau. Tog til og fra Moorgate har fra august 1976 kørt via Northern City Line.

## Renovering
I 2005 blev en £500 mio. renoveringsplan offentliggjort af Network Rail. Den blev godkendt af Camden London Borough Council den 9. november 2007. Planen indeholder en grundig restaurering af stationens buede tag og nedrivning af udvidelsen fra 1972, der erstattes af et torv. En halvrund forhal (forventes færdig i 2012) bliver bygget på pladsen stik vest for stationen bag Great Northern Hotel, hvor nogle udhuse nedrives. Den erstatter den nuværende forhal fra 1972, shoppingområdet og East Coasts billetkontor, og skaber større integration mellem stationens InterCity- og forstadssektioner, så vel som nemmere adgang til St Pancras. Området mellem og bag de nationale fjernbaner, ud af de to stationer, bliver byudviklet med næsten 2.000 nye hjem, 486.280 m² kontorer og nye veje.
Som del af dette renoveringsprogram er der åbnet renoverede kontorer på stationens østlige side, der erstatter de tabte på vestsiden, og et nyt spor 0 åbnede under disse den 20. maj 2010. sporet blev tidligere benyttet som taxiholdeplads, og var oprindeligt kendt som spor Y, men var omdøbt for at undgå forvirringen ved både at have spor med bogstav og nummer. Når renoveringen er fuldendt, vil alle spor være omnummereret, hvor det nye bliver spor 1. Selvom der har været planer om et nyt spor gennem længere tid for at øge kapaciteten på stationen, var det i sidste ende behovet for at minimere forstyrrelserne under renoveringen, hvor de andre spor lukkes midlertidigt, der gjorde at sporet blev anlagt.

## Betjeninger
Stationen er betjent af ruter fra det nordlige og østlige England og fra Skotland, hvorved der er forbindelse til større byer som Cambridge, Peterborough, Hull, Doncaster, Leeds, York, Newcastle, Edinburgh, Glasgow, Dundee, Aberdeen og Inverness.
Fjerntogsstationen betjenes i øjeblikket af fire togoperatører:

### East Coast
East Coast kører InterCity-tog på East Coast Main Line til Peterborough, Doncaster, Leeds, Wakefield, Lincoln, Hull, York, Darlington, Durham, Newcastle Central, Edinburgh Waverley, Glasgow Central, Dundee, Aberdeen, Perth og Inverness. East Coast er den "førende operatør" på stationen.

### First Capital Connect
FCC kører forstads- og regionaltog til Nordlondon, Hertfordshire, Bedfordshire, Cambridgeshire og Norfolk, med endelig destination i enten Stevenage, Hertford North, Peterborough, Letchworth, Cambridge eller King's Lynn.

### First Hull Trains
First Hull Trains kører InterCity-tog til Hull via East Coast Main Line. Modsat de andre togselskaber i FirstGroup har First Hull Trains ikke vundet et udbud, men kører såkaldt fri trafik.

### Grand Central
Grand Central kører InterCity-tog til North Yorkshire, County Durham og Sunderland, langs East Coast Main Line. Grand Central kører ligeledes fri trafik. Den 23. maj 2010 begyndte Grand Central også at køre til Bradford Interchange via Halifax and Pontefract.

### Busforbindelser
London buslinjer 10, 17, 30, 45, 46, 59, 63, 73, 91, 205, 214, 259, 390, 476 og natlinjer N63, N73 og N91.
| Foregående station |  | National Rail                                  |  | Efterfølgende station                                                               |
| ------------------ |  | ---------------------------------------------- |  | ----------------------------------------------------------------------------------- |
| Endestation        |  | First Hull Trains East Coast Main Line         |  | Stevenage                                                                           |
| Endestation        |  | First Hull Trains East Coast Main Line         |  | Grantham                                                                            |
| Endestation        |  | East Coast East Coast Main Line                |  | Stevenage, Peterborough, Doncaster, Wakefield Westgate, Leeds, York eller Newcastle |
| Endestation        |  | Grand Central North Eastern                    |  | York                                                                                |
| Endestation        |  | Grand Central West Riding                      |  | Doncaster                                                                           |
| Endestation        |  | First Capital Connect Great Northern           |  | Finsbury Park or St. Neots                                                          |
| Endestation        |  | First Capital Connect Cambridge Cruiser        |  | Cambridge                                                                           |
|                    |  | Ubenyttede jernbaner                           |  |                                                                                     |
| Finsbury Park      |  | British Rail Eastern Region City Widened Lines |  | Farringdon                                                                          |

## King's Cross St. Pancras Underground Station
King's Cross St. Pancras Station betjenes af flere linjer end nogen anden station i London Underground-netværeket, og er en af de travleste, da den både betjener King's Cross og St Pancras fjerntogsstationer. Den er i takstzone 1.
Omfattende arbejder er i gang på stationen for at forbinde de forskellige indgange med to nye billethaller og reducere trængsel. For mange mennesker har medført lukninger af ind- og udgange til den primære billethal fra King's Cross i løbet af morgenmyldretiden. Passagerer med behov for adgang til King's Cross St. Pancras Station skal så benytte de nye indgange udenfor King's Cross. Her er der personale i morgenmyldretiden for at have "crowd control", og for at kunne lukke indgangene. Disse indgange benyttes, da ingen af de andre indgange til King's Cross St. Pancras Station kan lukkes.
| Foregående station                                                              |  | London Underground |  | Efterfølgende station                       |
| ------------------------------------------------------------------------------- |  | ------------------ |  | ------------------------------------------- |
| Euston Squaremod Hammersmith                                                    |  |                    |  | Farringdonmod Edgware Road                  |
| Euston Squaremod Hammersmith                                                    |  |                    |  | Farringdonmod Barking                       |
| Euston Squaremod Uxbridge, Amersham, Chesham eller Watford                      |  |                    |  | Farringdonmod Aldgate                       |
| Eustonmod Edgware, Mill Hill East eller High Barnet                             |  |                    |  | Angelmod Morden                             |
| Russell Squaremod Uxbridge eller Heathrow Airport (Terminal 4 eller Terminal 5) |  |                    |  | Caledonian Roadmod Cockfosters              |
| Eustonmod Brixton                                                               |  |                    |  | Highbury & Islingtonmod Walthamstow Central |

## King's Cross i fiktionen

### Harry Potter
Kings Cross-stationen er den banegård i Harry Potter-seriens syv bøger, der har en hemmelig perron som hedder perron 9¾. Adgang hertil sker gennem en mur; men kun passagerer til Hogwarts-skolen slipper gennem, og perronen er usynlig for mugglere. Fra perron 9¾ afgår Hogwartsekspressen præcis kl. 11:00 d. 1. september hvert år.

## Stavning
Stationsnavnet, King's Cross, ses stavet både med og uden en apostrof:
- King's Cross er det skiltede brugt på Network Rail og London Underground-stationer og på netværkskort.
- Network Rails officielle hjemmeside benytter stavemåden "King's Cross".[14]
- Kings Cross benyttes i National Rails køreplansdatabase, så vel som på andre National Rail-jernbanesider, og brugen ses også på TheTrainLine-onlinebookingsystemet. Andre stationer som King's Lynn og Hall i' th' Wood mangler dog også apostroffen, hvorved dette kan tolkes som en begrænsning i softwaren eller et konsekvent stilistisk brug.
- Ældre British Railways-skilte benyttede også navnet "Kings Cross" uden apostroffen.[15]
- Kings X, Kings +, eller London KX ses som forkortelser, hvor der er begrænset plads.
- KGX er stationskoden

Modsat stationen er navnet på beliggenheden den ligger i ofte skrevet "Kings Cross" uden en apostrof.[kilde mangler]